# Masa inercial

Esquema del aumento de la masa inercial en función de la velocidad. c es la velocidad de la luz.

En física, la masa inercial es una medida de la masa como la resistencia de un cuerpo al cambio de velocidad, medido desde un sistema de referencia inercial.
En física clásica, tomando como referencia una partícula a la que se asigna por convenio la masa unidad, la masa inercial de una partícula puntual cualquiera se define por comparación con la unidad como la relación de sus aceleraciones ante la misma fuerza, es decir, mediante la siguiente ecuación:
{\displaystyle F_{1}=F_{2}\quad \longrightarrow \quad m_{1}\;a_{1}=m_{2}\;a_{2}}
luego 
{\displaystyle m_{2}=m_{1}\;{\cfrac {a_{1}}{a_{2}}}}
cuando la partícula «uno» se toma como la unidad ({\displaystyle m_{1}=1\,}); {\displaystyle m_{i}\,} se ve que el cociente de aceleraciones es la masa inercial de la partícula 2, con todo, por supuesto, medido desde un sistema de referencia inercial.

## En relatividad especial
Según la teoría de la relatividad especial, a medida que un cuerpo se va aproximando a la velocidad de la luz es más difícil acelerarle, y responde menos a las fuerzas aplicadas.
Siendo coherentes con la definición de masa inercial como cociente entre las fuerzas aplicadas y las aceleraciones producidas, hay que aceptar que la masa inercial de un cuerpo aumenta con la velocidad.
Sin embargo, hay que notar que el concepto de masa relativista no va a ser aplicable en ejes distintos al del movimiento. Si un cuerpo tiene velocidad cercana a la luz en un eje X, y casi nula en el otro eje Y, su respuesta a la componente Y de las fuerzas aplicadas va a depender de su masa en reposo m0.
Por este motivo es mejor evitar hablar de la masa relativista y hablar del tensor energía-momento de una partícula, ya que a diferencia de la primera, es una magnitud que depende de la dirección considerada.

## En relatividad general
Según la teoría de la relatividad general, las masas por un lado intentan seguir geodésicas en un espacio-tiempo curvado y su aceleración está relacionada con el ángulo que forma en cada momento la trayectoria de la partícula y la geodésica local.
Por otro lado, las masas contribuyen a deformar el espacio tiempo de una forma indirecta, ya que contribuyen al tensor energía-momento del punto donde se encuentran.